# Jiří Barta
Jiří Barta (* 26. listopadu 1948, Praha, Československo) je český animátor a režisér.

## Život
V roce 1975 vystudoval filmovou a televizní grafiku na Vysoké škole uměleckoprůmyslové v Praze. V letech 1979 a 1982 na škole působil jako odborný asistent. Od roku 1982 pracoval v Krátkém filmu Praha – Studiu Jiřího Trnky a od roku 1992 do roku 2007 vedl ateliér filmové a televizní grafiky na VŠUP. V roce 1993 byl habilitován na docenta a v roce 2001 byl jmenován profesorem. Od roku 2010 učí na Fakultě umění a designu Západočeské univerzity v Plzni.
Za své filmy získal řadu ocenění.

## Filmografie
- 1978 – Hádanky za bonbón
- 1981 – Diskžokej
- 1981 – Projekt
- 1982 – Zaniklý svět rukavic
- 1983 – Balada o zeleném dřevu
- 1985 – Krysař
- 1987 – Poslední lup
- 1989 – Autoportrét
- 1989 – Klub odložených
- 1997 – Golem – pilotní snímek k celovečernímu filmu
- 2000 – Tyran a dítě
- 2005 – Dopisy z Česka
- 2007 – Domečku vař
- 2009 – Na půdě aneb Kdo má dneska narozeniny?